# لايت باد
Lighttpd ويلفظ (بالإنجليزية: lighty)‏  وهو خادم ويب مفتوح المصدر سريع يستخدم في التطبيقات والمواقع التي تواجه ضغط كبير. طوره Jan Kneschke لحل مشكلة استقبال 10 آلاف اتصال بشكل آني على خادم واحد.
وسرعان ماكتسب شعبية على مستوى العالم.

## وصلات خارجية
- لايت باد على موقع Open Hub (الإنجليزية)
- لايت باد على موقع Free Software Directory (الإنجليزية)
- الموقع الرسمي